# Mateo Edward
Mateo Aston Edward Henry (Colón, 1 de mayo de 1993) es un velocista panameño. Es el hermano menor de Alonso Edward. Edward terminó octavo en los 100 metros en los Juegos Olímpicos de la Juventud de Verano de 2010.También compitió en los 60 metros en el Campeonato Mundial en pista cubierta de la IAAF de 2012 con una marca personal de 6,91.

## Biografía
Mateo Edward tuvo su primera experiencia en campeonatos internacionales en 2008 cuando ganó las medallas de oro en los 100 y 200 metros en el Campeonato Centroamericano Juvenil en San Salvador en 11.09 s y 22.68 s y formó parte del equipo panameño de relevos sprint (1000 metros). consiguió la medalla de bronce en 2:03.19 minutos. Luego ganó el Campeonato Centroamericano por Grupos de Edad en Managua en 11,17 s en los 100 metros planos y en 16,77 s en los 150 metros. También ocupó el cuarto lugar en el relevo de 4 x 100 metros con 46,31 s. Luego alcanzó el séptimo lugar en los 100 metros en el Campeonato Sudamericano de Atletismo Sub-18 de Lima en 11,53 s y el octavo lugar en los 200 metros pedestres en 23,08 s. Al año siguiente alcanzó las semifinales de 100 metros en el Campeonato Mundial Juvenil de Brixen, donde fue eliminado con 10,88 s, mientras que fracasó en la primera ronda de 200 metros con 22,21 s. En 2010 ganó la medalla de bronce en los Juegos Centroamericanos de Ciudad de Panamá en 10,78 s detrás de su hermano Alonso Edward y Rolando Palacios de Honduras. Ocupó el sexto lugar en los 200 metros en 22,18 s y ganó el relevo en 41,69 s. Luego participó en los primeros Juegos Olímpicos de la Juventud en Singapur, donde terminó octavo en 10,80 s en los 100 metros. Luego ganó los 100 metros en el Campeonato Sudamericano de Atletismo Sub-18 en Santiago de Chile en 10,65 s y ganó la medalla de plata en los 200 metros en 21,78 s. En 2011 ganó el Campeonato Centroamericano Junior en San Salvador en 10,62 s y 21,64 s en 100 y 200 metros y luego consiguió la medalla de bronce en los 100 metros en el Campeonato Centroamericano en San José en 10,75 s detrás del hundureño Rolando Palacios y José Norales. También ganó la medalla de plata detrás de Honduras en el relevo en 41,39 s. En el Campeonato Panamericano Junior de Miramar fue eliminado en la primera ronda en los 100 metros con 10,62 s y luego ganó la medalla de bronce en los 100 metros en 10,47 s en el Campeonato Sudamericano Junior de Medellín y llegó a la final en los 200. metros pero no volvió a arrancar. En 2012 participó en la carrera de 60 metros en el Campeonato del Mundo en pista cubierta en Estambul y fue eliminado en semifinales con 6,91 s. Luego ganó el Campeonato Centroamericano Juvenil en San Salvador en 10,46 sy 21,36 s en 100 y 200 metros y también ganó el relevo en 42,21 s. Luego ganó el Campeonato Iberoamericano en Barquisimeto con 10,62 s. En el Campeonato Centroamericano de Managua ganó en 10,46 s y ganó la medalla de plata en el relevo en 42,45 s detrás del equipo de Costa Rica. Luego participó en el Campeonato del Mundo Júnior de Barcelona, pero fracasó en la primera ronda con 10,86 s en 100 metros. Al año siguiente en los Juegos Centroamericanos de San José ganó la medalla de plata en los 100 metros detrás del hondureño Palacios en 10,58 s y obtuvo el cuarto lugar en los 200 metros pedestres en 21,37 s y no terminó en el relevo. Luego ganó la medalla de bronce en el Campeonato Centroamericano de Managua en 10,77 s detrás de Palacios y su compatriota Andrés Rodríguez. Alcanzó el cuarto lugar en los 200 metros en 21,89 s y ganó el relevo en 41,6 s. En julio compitió por primera vez en los 100 metros en el Campeonato Sudamericano de Cartagena, pero fue eliminado en la primera ronda con 10,92 s. En 2014 ocupó el cuarto lugar en los 100 metros en el Campeonato Centroamericano de Tegucigalpa con 10,70 s y luego el séptimo lugar en el Campeonato Iberoamericano de São Paulo con 10,66 s. Al año siguiente, obtuvo el quinto puesto en el Campeonato Sudamericano de Lima con 10,62 s y luego ganó la medalla de plata detrás de Palacios en el Campeonato Centroamericano de Managua con 10,49 s. En 2016 fue eliminado del Campeonato del Mundo en pista cubierta en Portland con 6,78 s en 60 metros en la carrera preliminar.En 2017 ganó la carrera de 100 metros en el Campeonato Centroamericano de Managua con 10,52 s y quedó quinto en los 200 metros con 21,51 s. Luego alcanzó el cuarto lugar en los Juegos Bolivarianos de Santa Marta en 10,58 s y luego ganó la medalla de bronce en los Juegos Centroamericanos de Managua en 10,48 s detrás de Shermal Calimore de Costa Rica y Josef Norales de Honduras. Originalmente ganó la medalla de oro con el relevo, pero la selección panameña fue despojada de ella por una infracción de dopaje. Al año siguiente fue eliminado en la primera ronda de los 100 metros en los Juegos Suramericanos de 2018 de Cochabamba con 10,62 s, así como en los siguientes Juegos Centroamericanos y del Caribe en Barranquilla con 10,56 s. En 2019 fue eliminado en primera ronda del Campeonato Sudamericano de Lima con 10,70 s y 21,93 s en 100 y 200 metros respectivamente. Luego ocupó el sexto lugar en los 200 metros en el Campeonato Centroamericano de Managua con 21,65 s y fue descalificado en los 100 metros pedestres, pero ganó la medalla de plata en el relevo con 41,52 s. Al año siguiente logró el cuarto lugar en la carrera de 60 metros en el Campeonato Sudamericano Indoor en Cochabamba en 6,86 s. Dos años más tarde quedó octavo en el Campeonato Sudamericano en pista cubierta con un tiempo de 6,99 s. En 2011, 2012 y 2017, Edward se proclamó campeón panameño en los 100 metros planos y en 2017 también en los 200 metros planos.

## Récord Personales

### Exterior
- 100 metros: 10,29 s (viento: -1,4 m/s) –  Hattiesburg, Mississippi, 3 de mayo de 2014.
- 200 metros: 21,36 s (viento: +1,5 m/s) –  San Salvador, 26 de mayo de 2012.

### Interior
- 60 metros: 6,70 s –  Daytona Beach, Florida, 20 de febrero de 2016.

## Competencias Internacionales
| Año                    | Competencia                          | Lugar                     | Posición               | Evento                       | Notas                  |
| Representando a Panamá | Representando a Panamá               | Representando a Panamá    | Representando a Panamá | Representando a Panamá       | Representando a Panamá |
| ---------------------- | ------------------------------------ | ------------------------- | ---------------------- | ---------------------------- | ---------------------- |
| 2008                   | Campeonato Centroamericano Sub-18    | San Salvador, El Salvador | 1.º                    | 100 metros                   | 11,09 (+0,4m/s)        |
| 2008                   | Campeonato Centroamericano Sub-18    | San Salvador, El Salvador | 1.º                    | 200 metros                   | 22.68 (-1.5 m/s)       |
| 2008                   | Campeonato Centroamericano Sub-18    | San Salvador, El Salvador | 3.º                    | 1000 metros relevo combinado | 2:03.19                |
| 2008                   | Campeonato Centroamericano Sub-16    | Managua, Nicaragua        | 1.º                    | 100 metros                   | 11.17 (NWI)            |
| 2008                   | Campeonato Centroamericano Sub-16    | Managua, Nicaragua        | 1.º                    | 150 metros                   | 16.77 (NWI)            |
| 2008                   | Campeonato Centroamericano Sub-16    | Managua, Nicaragua        | 4.º                    | Relevo 4 × 100 metros        | 46.31                  |
| 2008                   | Campeonato Sudamericano Sub-18       | Lima, Perú                | 7.º                    | 100 metros                   | 11.53 (-3.9 m/s)       |
| 2008                   | Campeonato Sudamericano Sub-18       | Lima, Perú                | 8.º                    | 200 metros                   | 23.08 (-0.4 m/s)       |
| 2009                   | Campeonato Mundial Juvenil           | Bresanona, Italia         | 7.º (sf)               | 100 metros                   | 10.88 (+1.1 m/s)       |
| 2009                   | Campeonato Mundial Juvenil           | Bresanona, Italia         | 4.º (h)                | 200 metros                   | 22.21 (+1.1 m/s)       |
| 2010                   | Juegos Centroamericanos              | Ciudad de Panamá, Panamá  | 3.º                    | 100 metros                   | 10.78 (-0.2 m/s)       |
| 2010                   | Juegos Centroamericanos              | Ciudad de Panamá, Panamá  | 6.º                    | 200 metros                   | 22.18 (+0.1 m/s)       |
| 2010                   | Juegos Centroamericanos              | Ciudad de Panamá, Panamá  | 1.º                    | Relevo 4 × 100 metros        | 41.69                  |
| 2010                   | Juegos Olímpicos de la Juventud      | Singapur, Singapur        | 8.º                    | 100 metros                   | 10.80 (+0.1 m/s)       |
| 2010                   | Campeonato Sudamericano Sub-18       | Santiago, Chile           | 1.º                    | 100 metros                   | 10.65 w (+2.2 m/s)     |
| 2010                   | Campeonato Sudamericano Sub-18       | Santiago, Chile           | 2.º                    | 200 metros                   | 21.78                  |
| 2011                   | Campeonato Centroamericano Sub-20    | San Salvador, El Salvador | 1.º                    | 100 metros                   | 10.62 (-0.8 m/s)       |
| 2011                   | Campeonato Centroamericano Sub-20    | San Salvador, El Salvador | 1.º                    | 200 metros                   | 21.64 (-1.5 m/s)       |
| 2011                   | Juegos Centroamericanos              | San José, Costa Rica      | 3.º                    | 100 metros                   | 10.75 (-0.7 m/s)       |
| 2011                   | Juegos Centroamericanos              | San José, Costa Rica      | 2.º                    | Relevo 4 × 100 metros        | 41.39                  |
| 2011                   | Campeonato Panamericano Sub-20       | Miramar, Estados Unidos   | 6.º (h)                | 100 metros                   | 10.62 w (+2.1 m/s)     |
| 2011                   | Campeonato Sudamericano Sub-20       | Medellín, Colombia        | 1.º                    | 100 metros                   | 10.47 (0.0 m/s)        |
| 2011                   | Campeonato Sudamericano Sub-20       | Medellín, Colombia        | 3.º (h)                | 200 metros                   | 22.86                  |
| 2012                   | Campeonato Mundial en Pista Cubierta | Estambul, Turquía         | 21.º (h)               | 60 metros                    | 6.91                   |
| 2012                   | Campeonato Centroamericano Sub-20    | San Salvador, El Salvador | 1.º                    | 100 metros                   | 10.46 (-0.1 m/s)       |
| 2012                   | Campeonato Centroamericano Sub-20    | San Salvador, El Salvador | 1.º                    | 200 metros                   | 21.36 (+1.5 m/s)       |
| 2012                   | Campeonato Centroamericano Sub-20    | San Salvador, El Salvador | 1.º                    | Relevo 4 × 100 metros        | 42.21                  |
| 2012                   | Campeonato Iberoamericano            | Barquisimeto, Venezuela   | 4.º                    | 100 metros                   | 10.62 (-0.2 m/s)       |
| 2012                   | Campeonato Centroamericano           | Managua, Nicaragua        | 1.º                    | 100 metros                   | 10.46 (NWI)            |
| 2012                   | Campeonato Centroamericano           | Managua, Nicaragua        | 2.º                    | Relevo 4 × 100 metros        | 42.45                  |
| 2012                   | Campeonato Mundial Sub-20            | Barcelona, España         | 45.º (h)               | 100 metros                   | 10.86                  |
| 2013                   | Juegos Centroamericanos              | San José, Costa Rica      | 2.º                    | 100 metros                   | 10.58 (-1.5 m/s)       |
| 2013                   | Juegos Centroamericanos              | San José, Costa Rica      | 4.º                    | 200 metros                   | 21.89 w (+2.7 m/s)     |
| 2013                   | Juegos Centroamericanos              | San José, Costa Rica      | —                      | Relevo 4 × 100 metros        | DNF                    |
| 2013                   | Campeonato Centroamericano           | Managua, Nicaragua        | 3.º                    | 100 metros                   | 10.77 (-1.6 m/s)       |
| 2013                   | Campeonato Centroamericano           | Managua, Nicaragua        | 4.º                    | 200 metros                   | 21.89 w (+2.7 m/s)     |
| 2013                   | Campeonato Centroamericano           | Managua, Nicaragua        | 1.º                    | Relevo 4 × 100 metros        | 41.6 (ht)              |
| 2013                   | Campeonato Sudamericano              | Cartagena, Colombia       | 11.º (h)               | 100 metros                   | 10.92                  |
| 2014                   | Campeonato Centroamericano           | Tegucigalpa, Honduras     | 4.º                    | 100 metros                   | 10.70 w (+2.6 m/s)     |
| 2014                   | Campeonato Iberoamericano            | São Paulo, Brasil         | 7.º                    | 100 metros                   | 10.66 (+0.6 m/s)       |
| 2015                   | Campeonato Sudamericano              | Lima, Perú                | 5.º                    | 100 metros                   | 10.62 (-1.1 m/s)       |
| 2016                   | Campeonato Mundial en Pista Cubierta | Portland, Estados Unidos  | 33.º (h)               | 60 metros                    | 6.78                   |
| 2017                   | Juegos Bolivarianos                  | Santa Marta, Colombia     | 4.º                    | 100 metros                   | 10.58                  |
| 2018                   | Juegos Suramericanos                 | Cochabamba, Bolivia       | 14.º                   | 100 metros                   | 10.62                  |
| 2018                   | Juegos Centroamericanos y del Caribe | Barranquilla, Colombia    | 19.º                   | 100 metros                   | 10.56                  |
| 2019                   | Campeonato Sudamericano              | Lima, Perú                | 10.º                   | 100 metros                   | 10.70                  |
| 2019                   | Campeonato Sudamericano              | Lima, Perú                | 14.º                   | 200 metros                   | 21.93                  |
| 2020                   | Campeonato Sudamericano Indoor       | Cochabamba, Bolivia       | 5.º                    | 60 metros                    | 6.86                   |
| 2022                   | Campeonato Sudamericano Indoor       | Cochabamba, Bolivia       | 8.º                    | 60 metros                    | 6.99                   |